# Reinette Marbrée
Reinette Marbrée es una  variedad cultivar de manzano (Malus domestica).
Originado en los Países Bajos. Descrito en 1760. Las frutas tienen una carne compacta, firme y blanquecina con un sabor muy dulce y perfumado.

## Sinónimos
- "Character Apple",
- "Cimitiere",
- "Concombre des Chartreux",
- "Saint Julian",
- "Saint Julien",
- "Seigneur d’Orsay".[5]

## Historia
'Reinette Marbrée' es una variedad de manzana, que se cree tiene su origen en la región de Baja Normandía de Francia o en los países bajos cercanos. Fue descrita en 1760.
'Reinette Marbrée' se cultiva en la National Fruit Collection con el número de accesión: 1947 - 195 y Accession name: Reinette Marbrée.

## Características
'Reinette Marbrée' tiene un tiempo de floración que comienza a partir del 8 de mayo con el 10% de floración, para el 13 de mayo tiene una floración completa (80%), y para el 20 de mayo tiene un 90% de caída de pétalos.
'Reinette Marbrée' tiene una talla de fruto mediano a grande; forma redondeada y algo cónica, lados angulares y a menudo ladeados asimétricos; piel es de color de fondo verde amarillento, a veces con sobre color rojo sonrojado y cubierto con grandes parches ruginosos de color gris pálido; "russeting" (pardeamiento áspero superficial que presentan algunas variedades) muy fuerte; pedúnculo es largo y delgado, colocado en una cavidad poco profunda y rojiza; cáliz es cerrado y de tamaño mediano, colocado en una cuenca poco profunda; textura de la pulpa crujiente y color de la pulpa amarillento; los frutos son jugosos y dulces.
Su tiempo de recogida de cosecha se inicia a mediados de octubre.

## Ploidismo
Diploide. Auto estéril, los cultivos necesitan con un polinizador compatible del grupo de polinización D, día 13.